# Сиваш
Сива́ш, или Гнило́е мо́ре (укр. Сиваш, Гниле Море, крымскотат. Sıvaş, Çürük Deñiz, Сываш, Чюрюк Денъиз) — залив на западе Азовского моря. Сиваш отделяет Крымский полуостров от материка. По нему проходит граница между (Автономной) Республикой Крым и Херсонской областью Украины.

## Этимология
Сиваш является нарицательным географическим названием со значением «мелководный залив, временами заливаемая впадина». Название озера выводится из тюркских языков. Сравнивается с турецким sivas «пачкаться, мараться, липкий».
Второе наименование водоёма «Гнилое море» является местным названием и дано из-за гнилого запаха. Ещё в I веке н. э. географ Страбон упоминал Сиваш как озеро Сапро в значении «гнилое».

## География

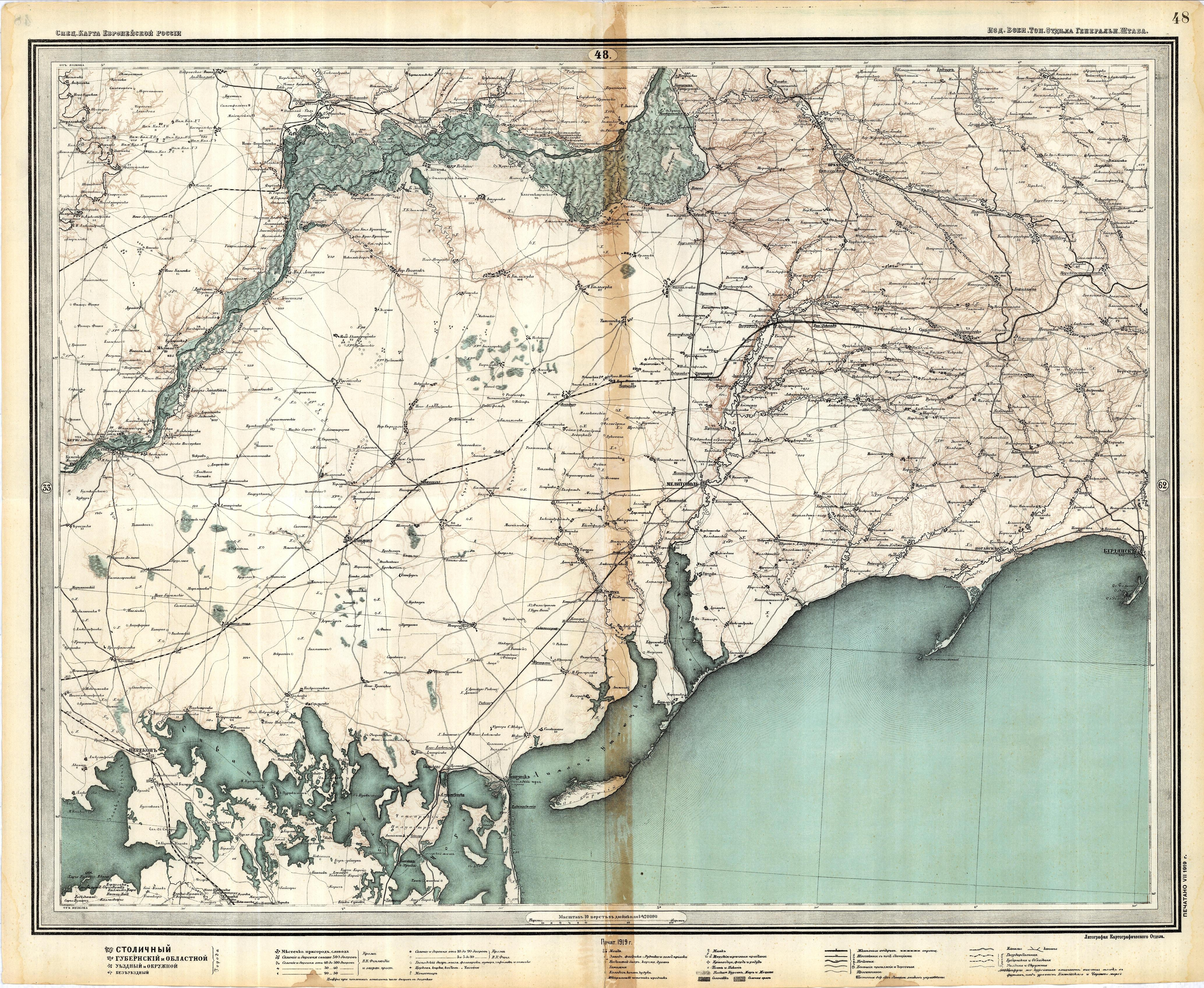
Сиваш

От Азовского моря Сиваш отделён длинной косой Арабатская Стрелка, соединяется с морем Геническим проливом и проливом Промоина. От Чёрного моря отделён узким Перекопским перешейком. Узкий Чонгарский пролив делит Сиваш на восточную и западную части.
Площадь Сиваша составляет около 2560 км². По причине мелководья (наибольшая его глубина не превышает 3 м, преобладающими глубинами являются 0,5—1,0 м) летом вода в нём сильно прогревается и издаёт гнилостный запах, из-за чего Сиваш называют Гнилым морем. По этой же причине морская вода интенсивно испаряется, из-за чего Сиваш сильно минерализован.
Состоит из 11 солёных и горько-солёных заливов. Длина — около 200 км. Ширина — 2—35 км. Рядовая площадь — 2500 км², из которых около 100 км² приходится на острова и 560 км² на участки, которые лишь периодически покрыты водой.
Питается водами Азовского моря. Берега Сиваша преимущественно низкие, пологие, топкие, летом покрываются слоем солей. Дно Сиваша покрыто слоем ила толщиной до 5 м и больше. Солёность от 22 ‰ (на севере) до 87 ‰ (на юге). В рассоле Сиваша есть хлористые соединения натрия, калия и магния, бромистый магний, сульфат магния и другие соли.
На некоторых картах конца XVIII века Сивашом именовалась только западная часть современного Сиваша, что располагается между Перекопским перешейком и Чонгарским полуостровом, восточная часть (от Чонгарского полуострова до Арабатской стрелки) именовалась «озеро Геничи».

## История
Во время Гражданской войны в России Сиваш прославился внезапной переправой Красной Армии во время Перекопско-Чонгарской операции.

В ходе Второй мировой войны, в сентябре 1941 года Сиваш был оставлен РККА после прорыва немецких войск на Перекопском перешейке.

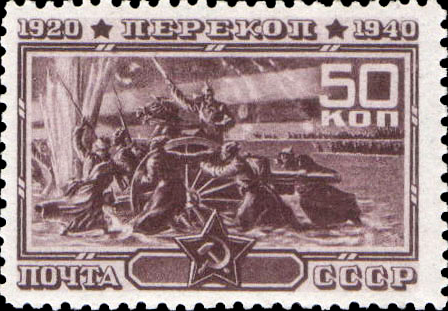
Почтовая марка СССР, 1940 год. Серия «20-летие штурма Перекопа Красной Армией»: форсирование Сиваша
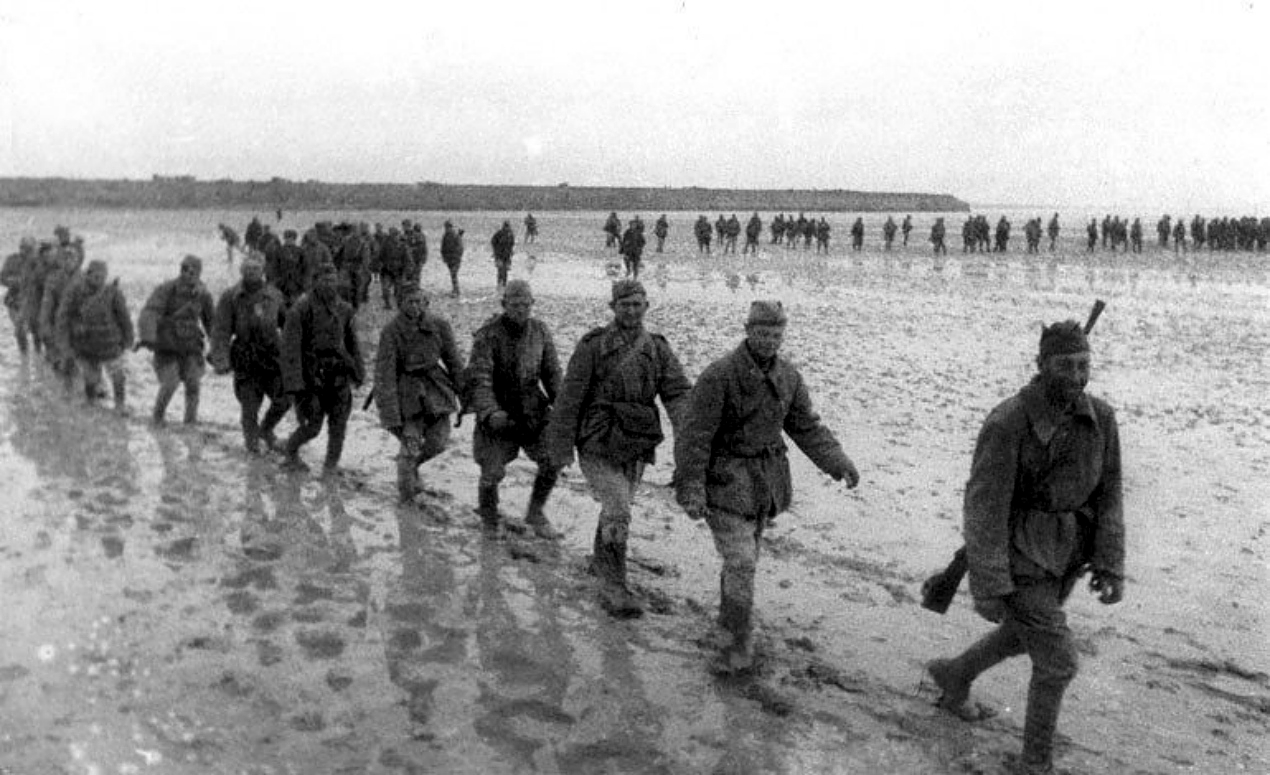
Советские солдаты проходят через Сиваш в ноябре 1943 года

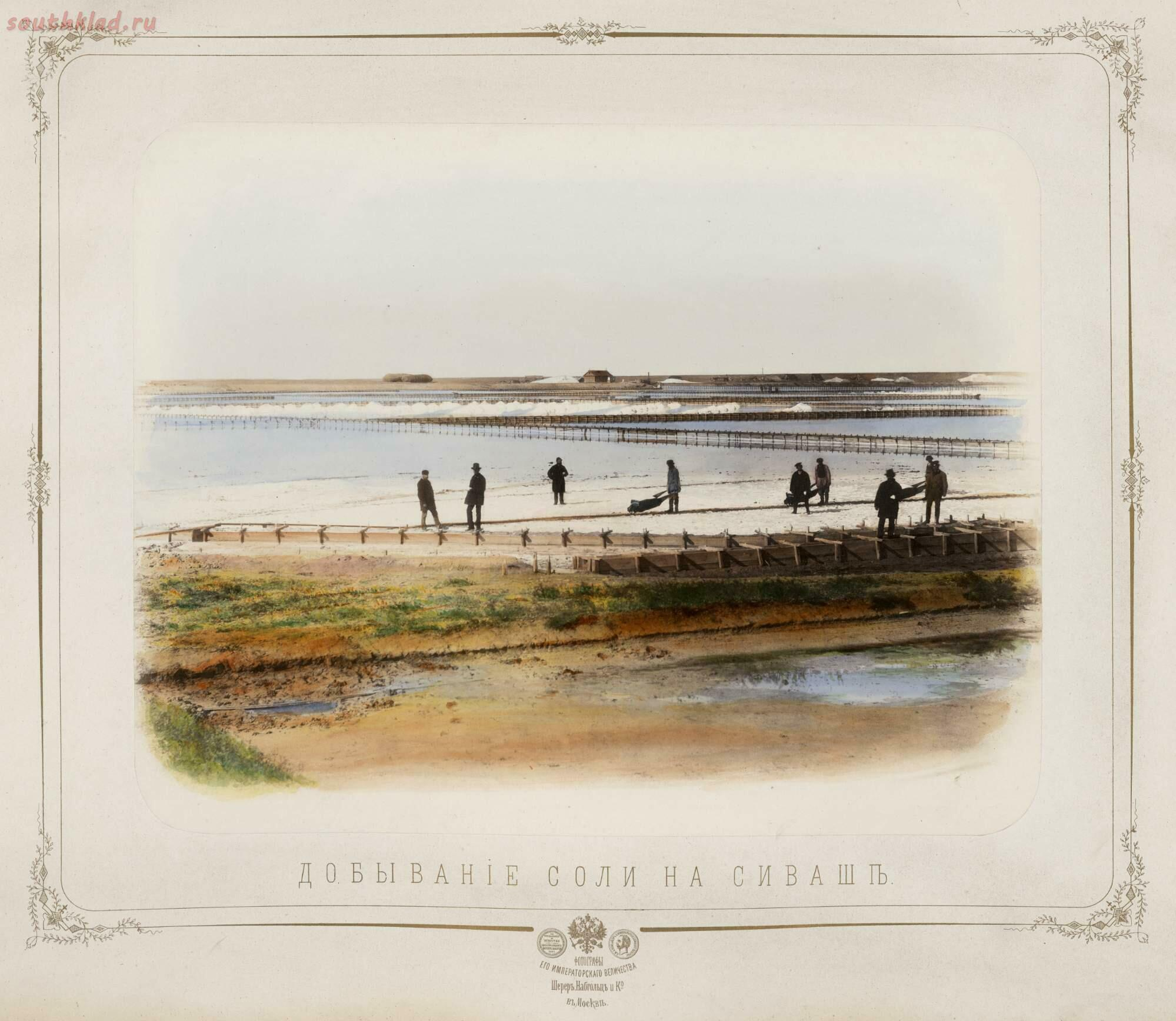
Добывание соли на Сиваше. «Альбом видов Лозово-Севастопольской железной дороги» издательства «Шерер, Набгольц и К°», около 1880 г.

В 1943 году с Сивашского плацдарма советское командование планировало нанести по противнику главный удар, направленный на освобождение Крыма. Операция по форсированию Сиваша началась 1 ноября 1943 года. С 10 по 30 ноября для переброски тяжёлой артиллерии и танков через Сиваш был построен мост. Бои за удержание Сивашского плацдарма продолжались до апреля 1944 года, до начала наступления на Крым.

## Добыча соли
Общие запасы солей Сиваша — около 200 млн т.
На базе минеральных богатств Сиваша построены заводы: «Перекопский бромный завод», использующий рапу залива в качестве сырья, «Крымский Титан» и Крымский содовый завод. Часть акватории Западного Сиваша, расположенная между полуостровами Ад и Литовский и имеющая ёмкость 50 млн м³, представляет собой место сброса отходов «Крымского Титана». Остальные два завода сбрасывают отходы в озёра Красное и Старое.
С увеличением сброса оросительных вод в залив его ресурсный потенциал снизился ввиду опреснения (в 1955 году солёность составляла 141 ‰, в 1997 году — уже 17 ‰).

## Галерея

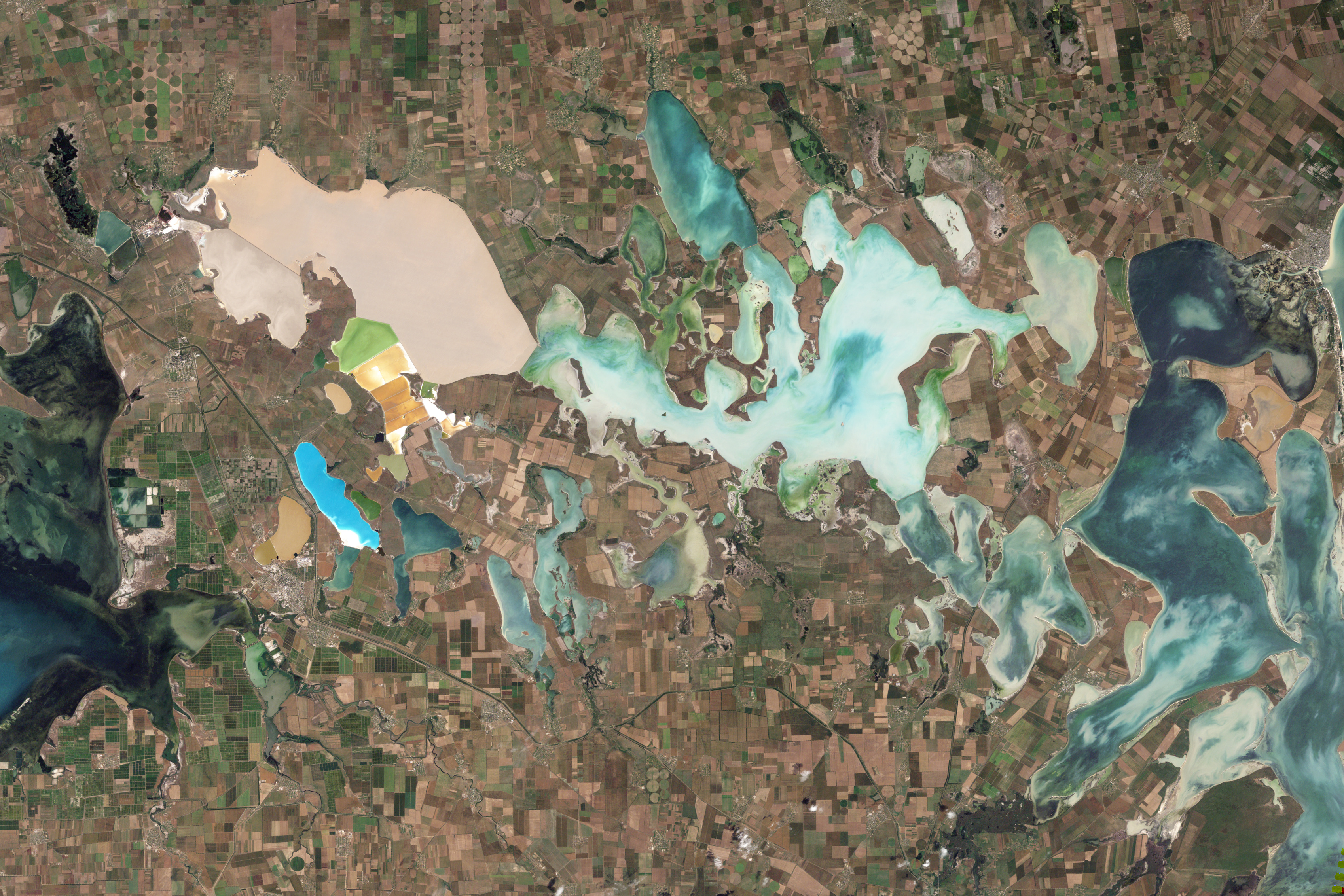
Северо-западная часть залива из космоса
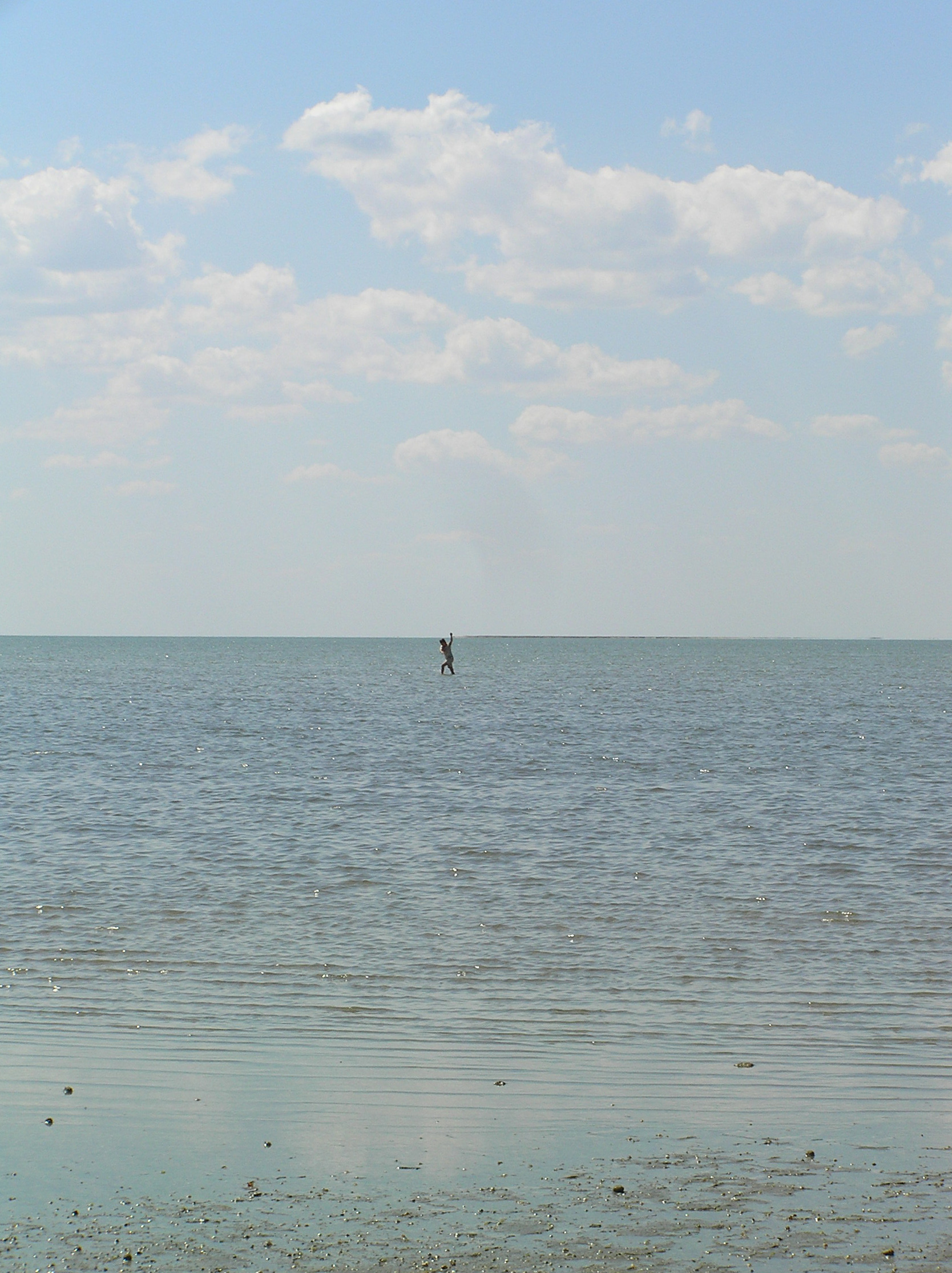
Центральный Сиваш
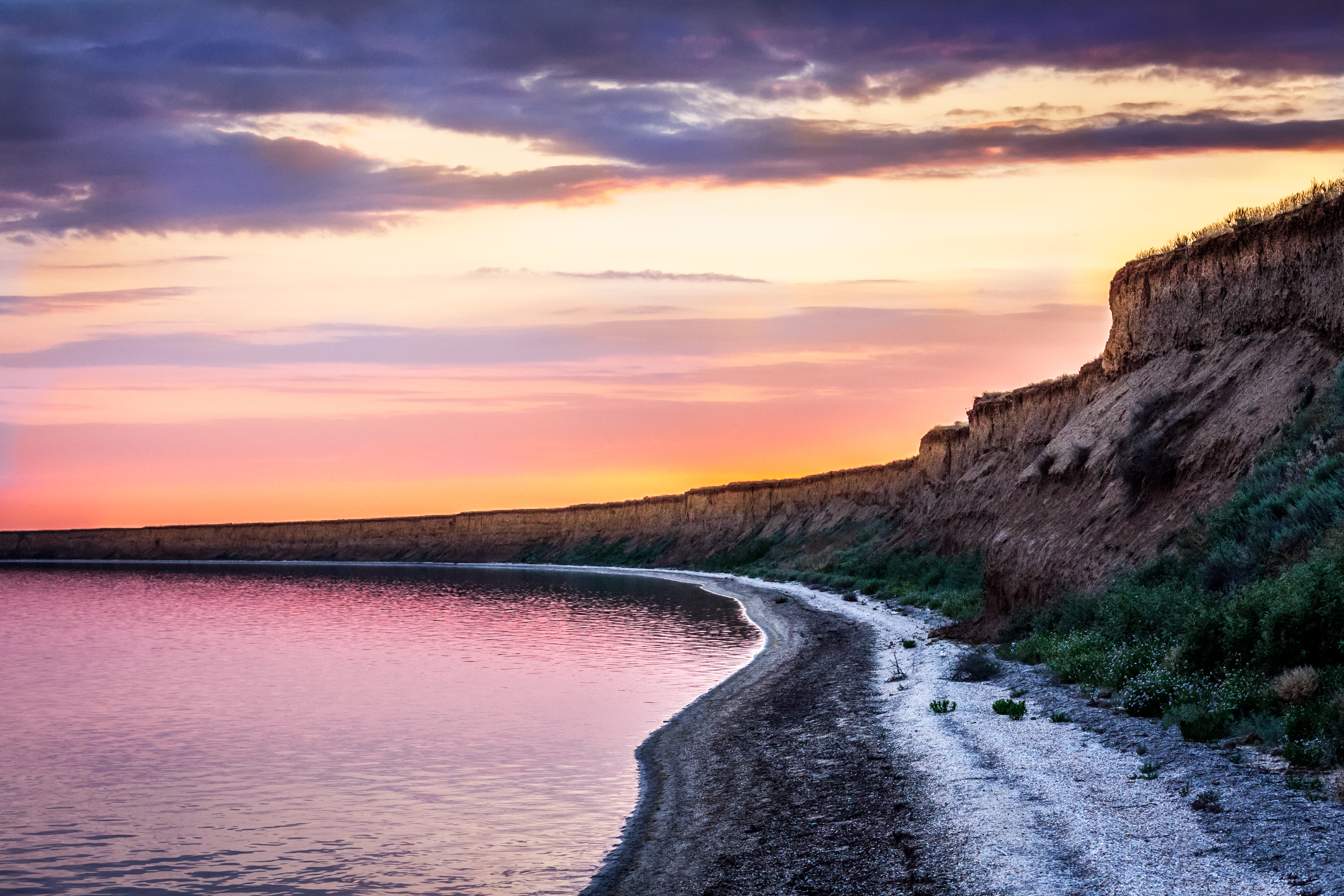
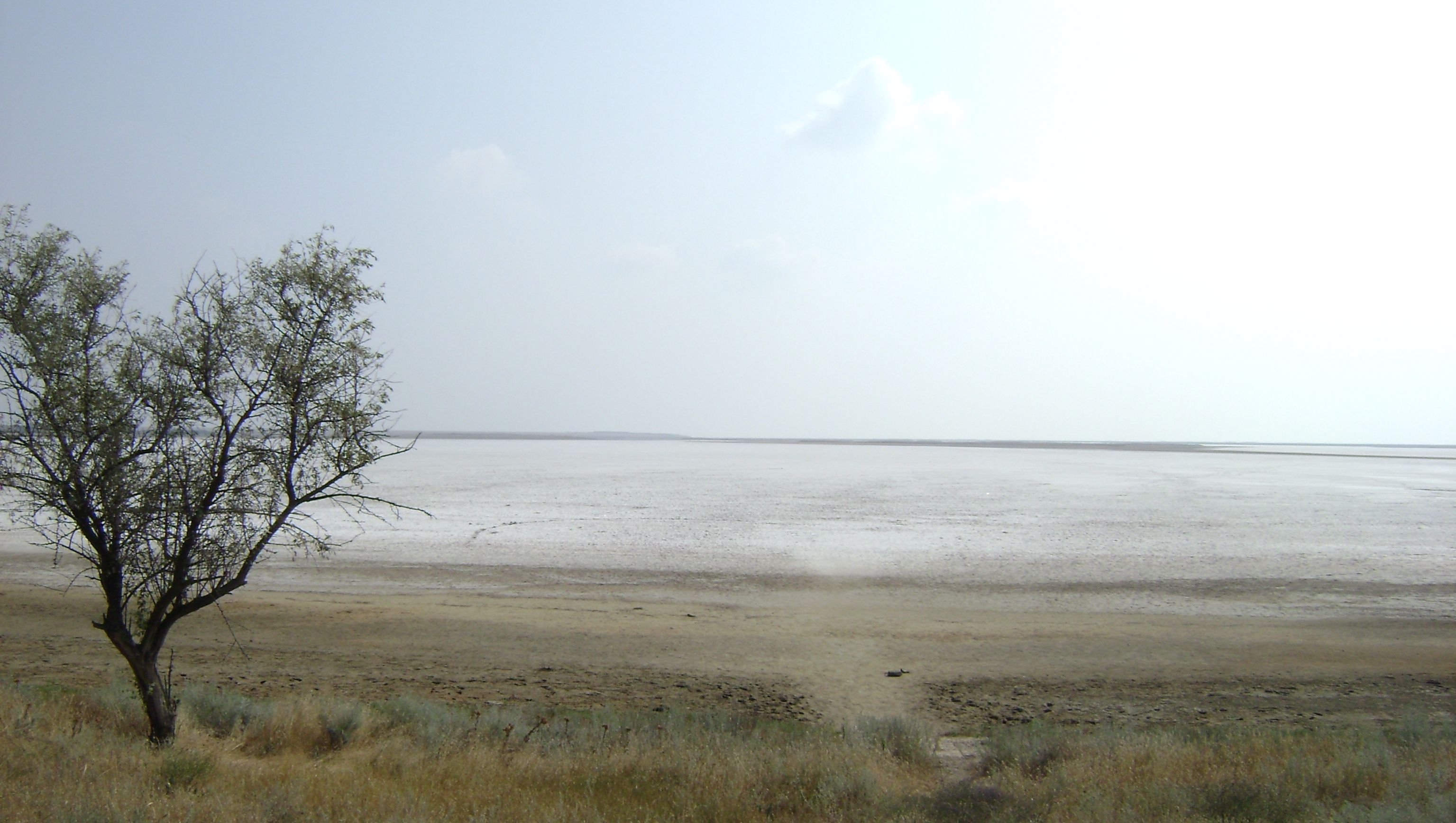
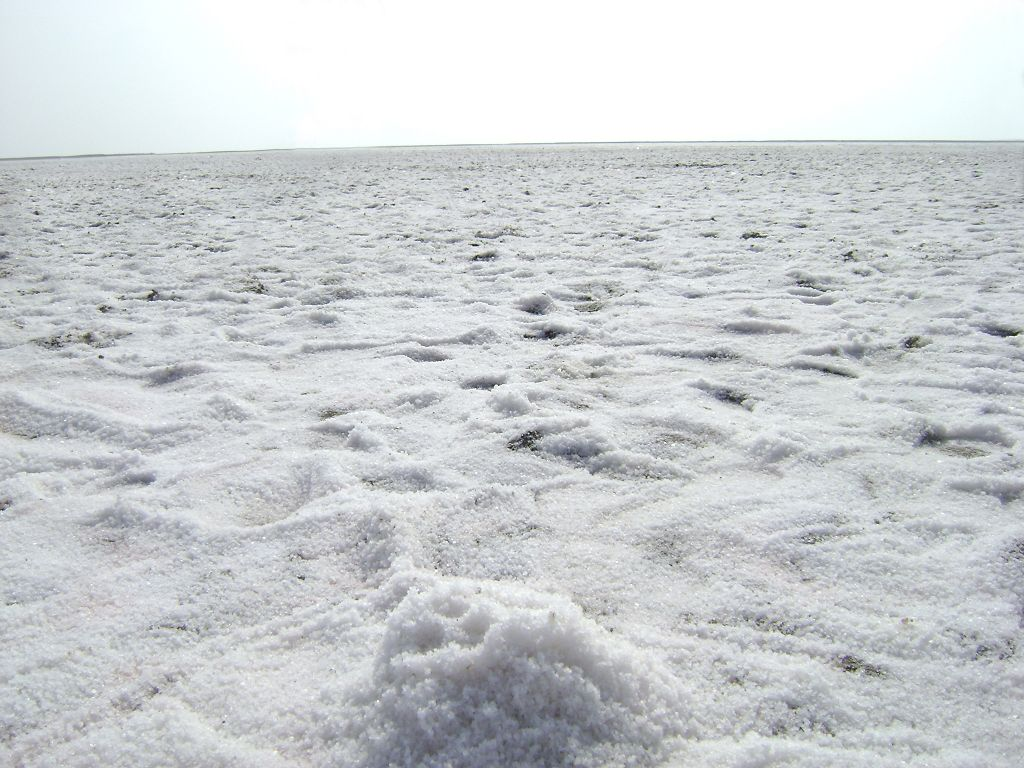